# 锡奥拉克德里贝拉克
锡奥拉克-德里贝拉克（法語：Siorac-de-Ribérac，法語發音：[sjɔʁak də ʁibeʁak]，意为“里贝拉克的锡奥拉克”）是法国多尔多涅省的一个市镇，属于佩里格区。

## 地理
锡奥拉克-德里贝拉克（45°11'51"N, 0°21'29"E）面积20.86 平方千米，位于法国新阿基坦大区多爾多涅省，该省份为法国西南部内陆省份，是法國本土面积第三大的省，大致对应佩里戈尔地区，北起顺时针与夏朗德省、上维埃纳省、科雷兹省、洛特省、洛特-加龙省、吉倫特省和滨海夏朗德省接壤。
与锡奥拉克-德里贝拉克接壤的市镇（或旧市镇、城区）包括：圣马丹德里贝拉克、圣安德烈德杜布勒、圣叙尔皮斯-德鲁马尼亚克、圣樊尚德科讷扎克、拉热迈-蓬泰罗、旺克桑、拉热迈。
锡奥拉克-德里贝拉克的时区为UTC+01:00、UTC+02:00（夏令时）。

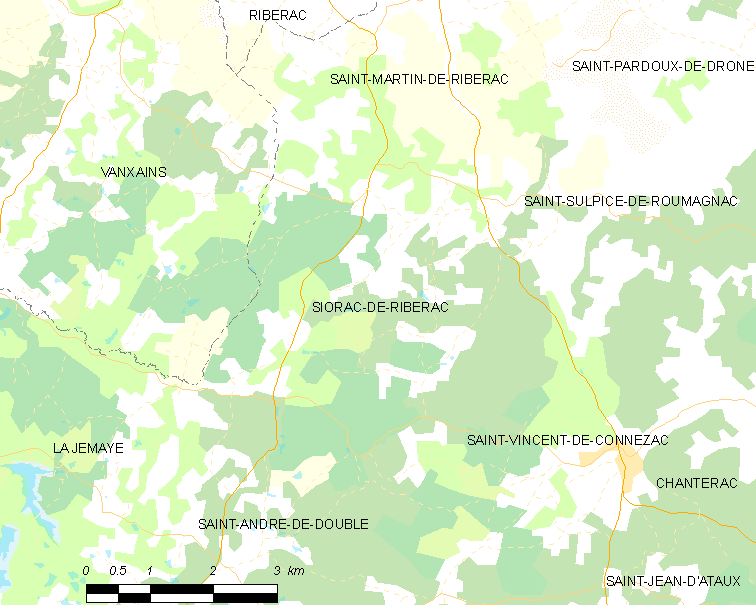
锡奥拉克-德里贝拉克的OSM定位图

## 行政
锡奥拉克-德里贝拉克的邮政编码为24600，INSEE市镇编码为24537。

## 政治
锡奥拉克-德里贝拉克所属的省级选区为里贝拉克县。

## 人口

1962-2008年间锡奥拉克-德里贝拉克人口变化图示

锡奥拉克-德里贝拉克于2022年1月1日时的人口数量为259人。